# Vârful Bucura, Munții Retezat
Bucura sau Bucura I, este un vârf muntos situat în munții Retezat, ce are o altitudine de 2433 m. Accesul pe vârf se poate face dinspre vârful Retezat, dinspre Curmătura Bucurei sau dinspre Poarta Bucurei.

## Galerie foto

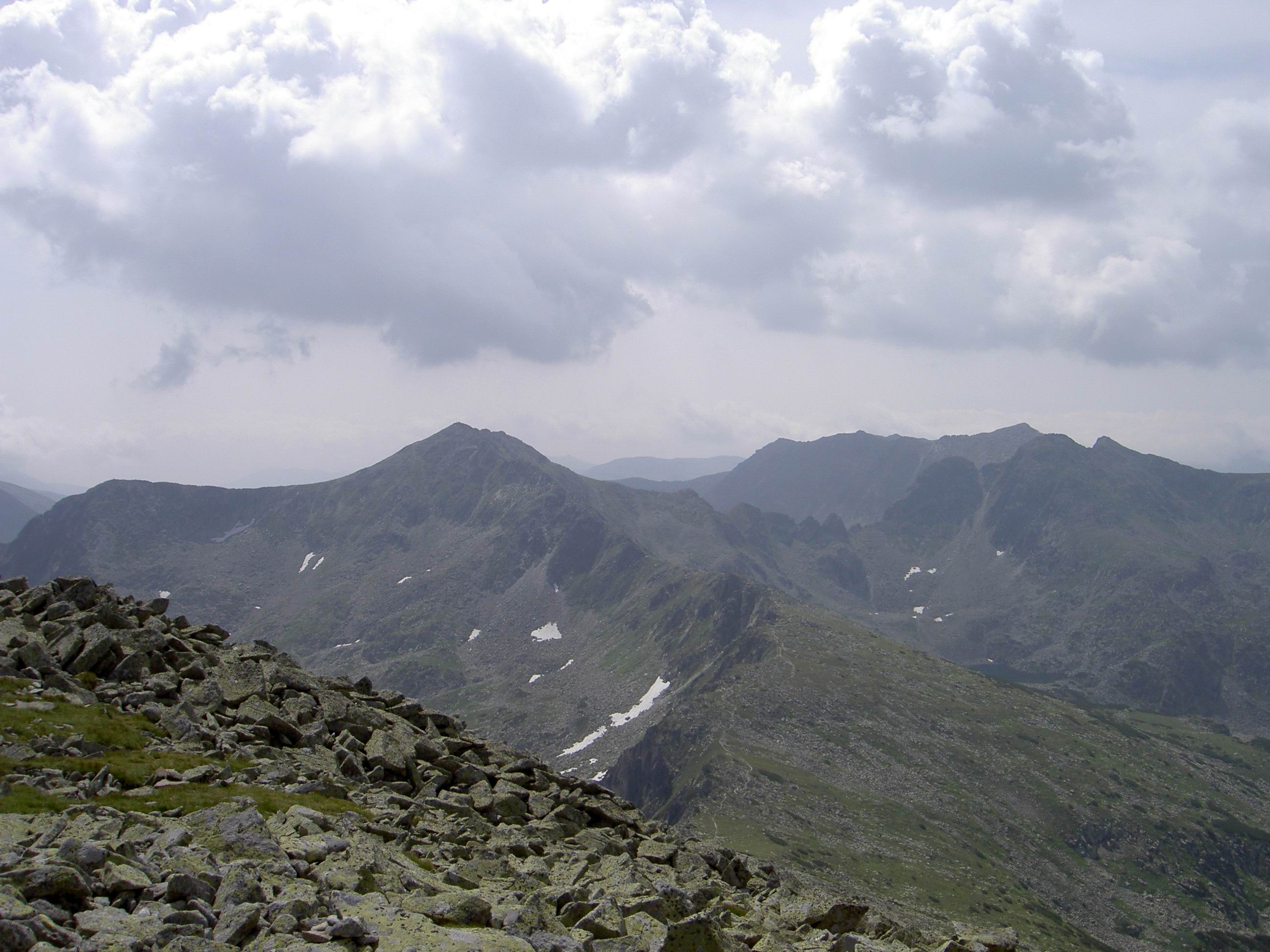
Vârful Bucura I de pe vf.Retezat
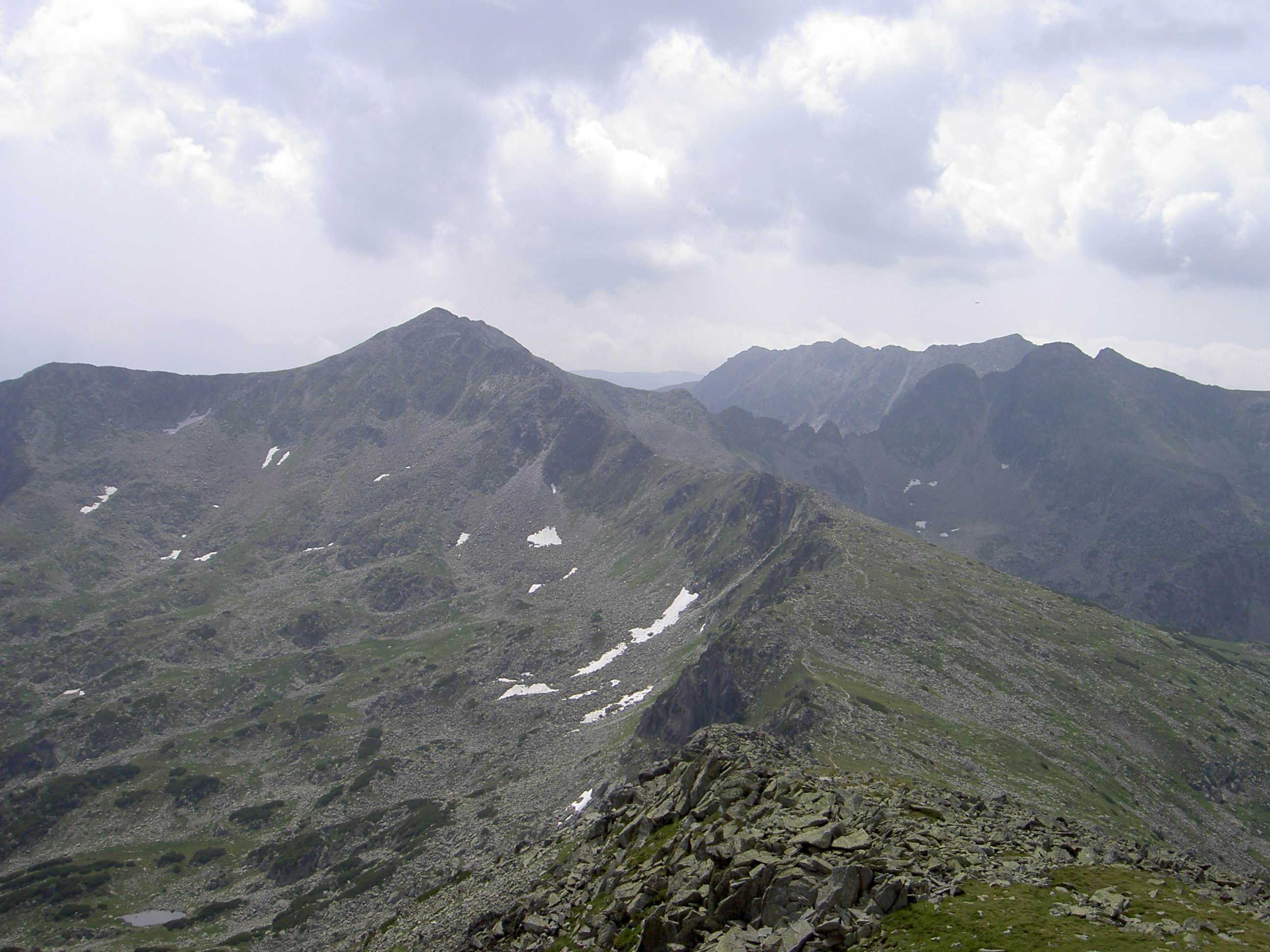
Vârful Bucura I de pe vf.Retezat
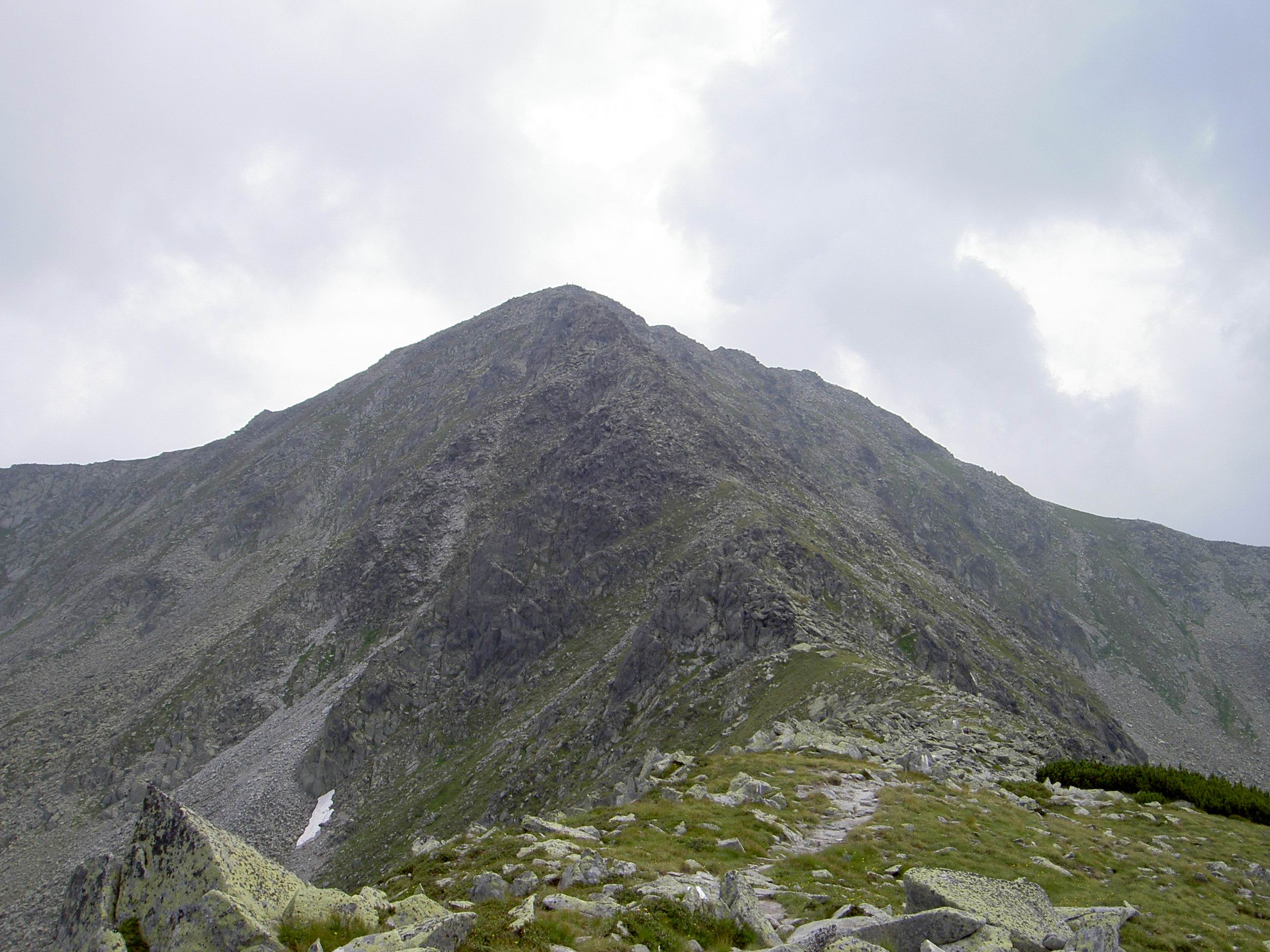
Vârful Bucura I din şaua Retezat
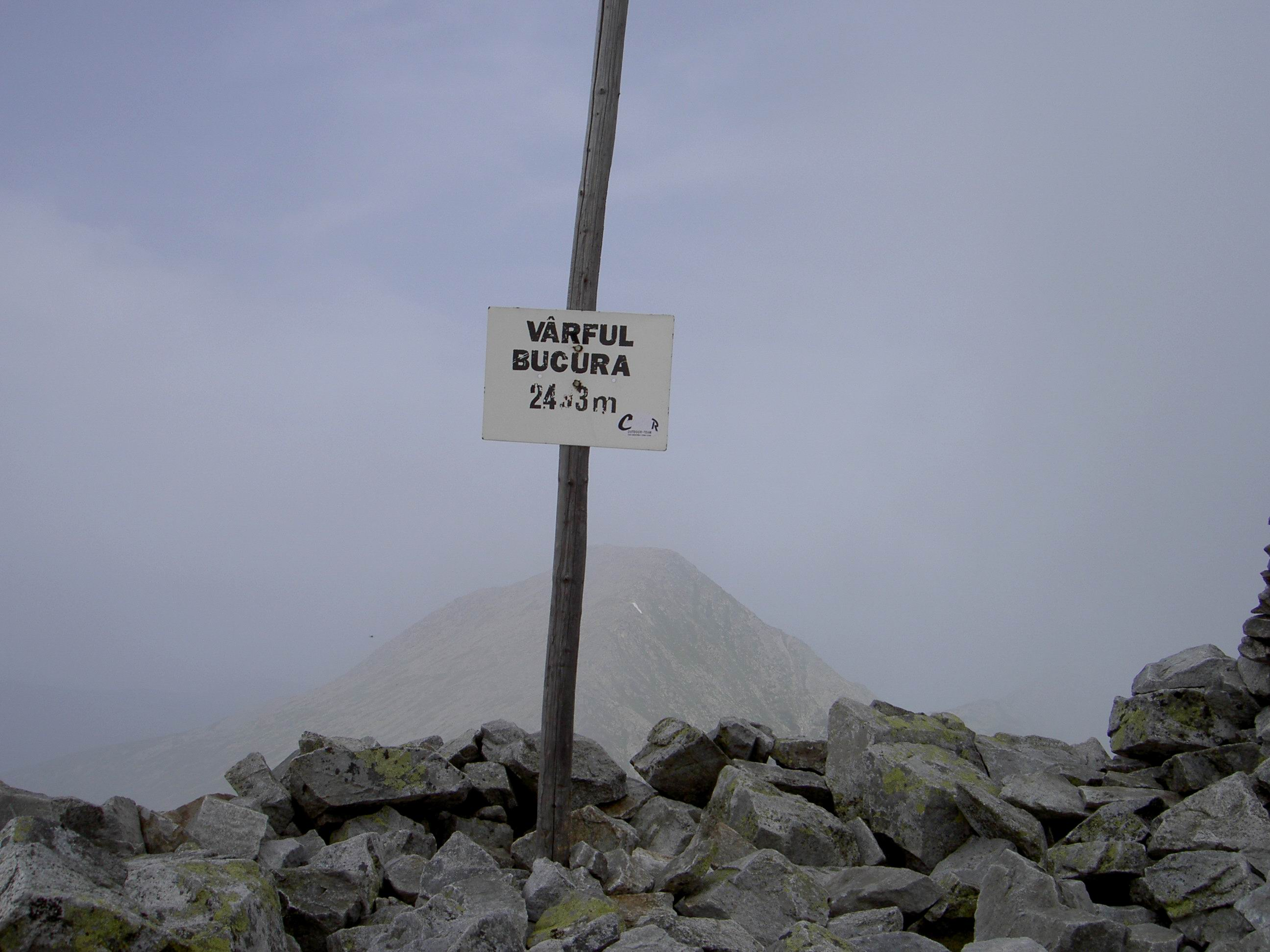
Pe vârful Bucura I
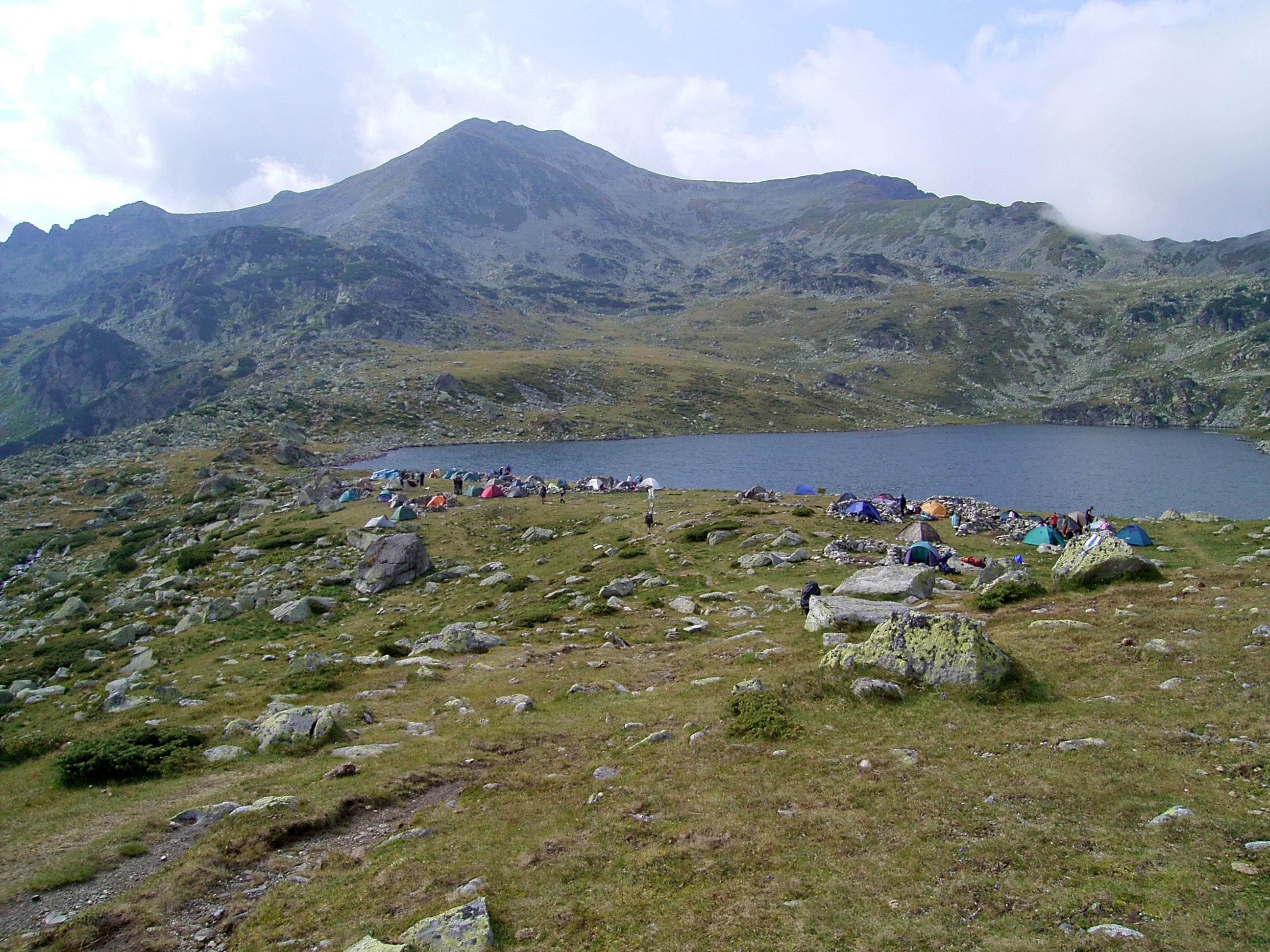
Vârful Bucura I şi lacul Bucura
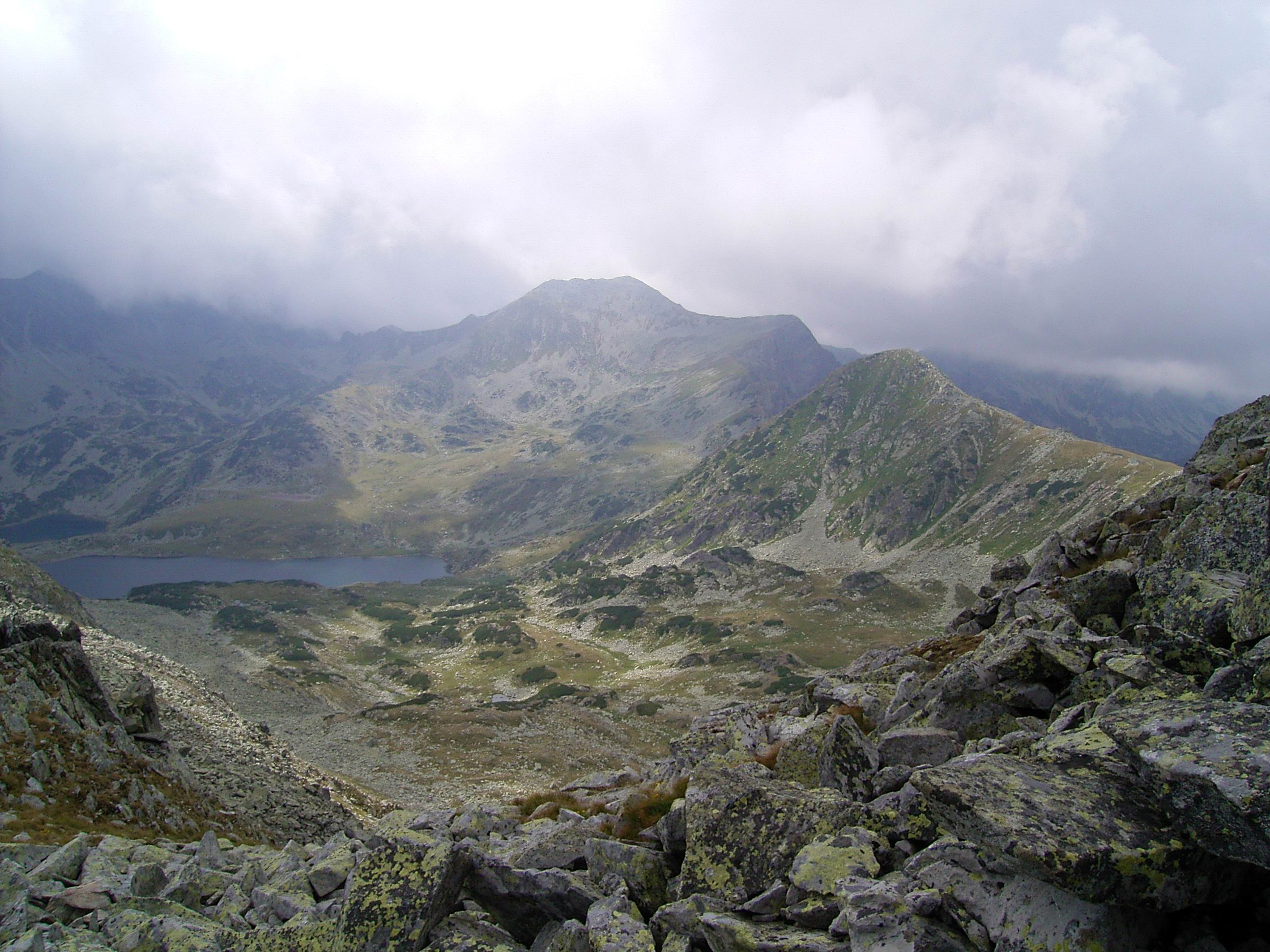
Vârful Bucura I şi lacul Bucura
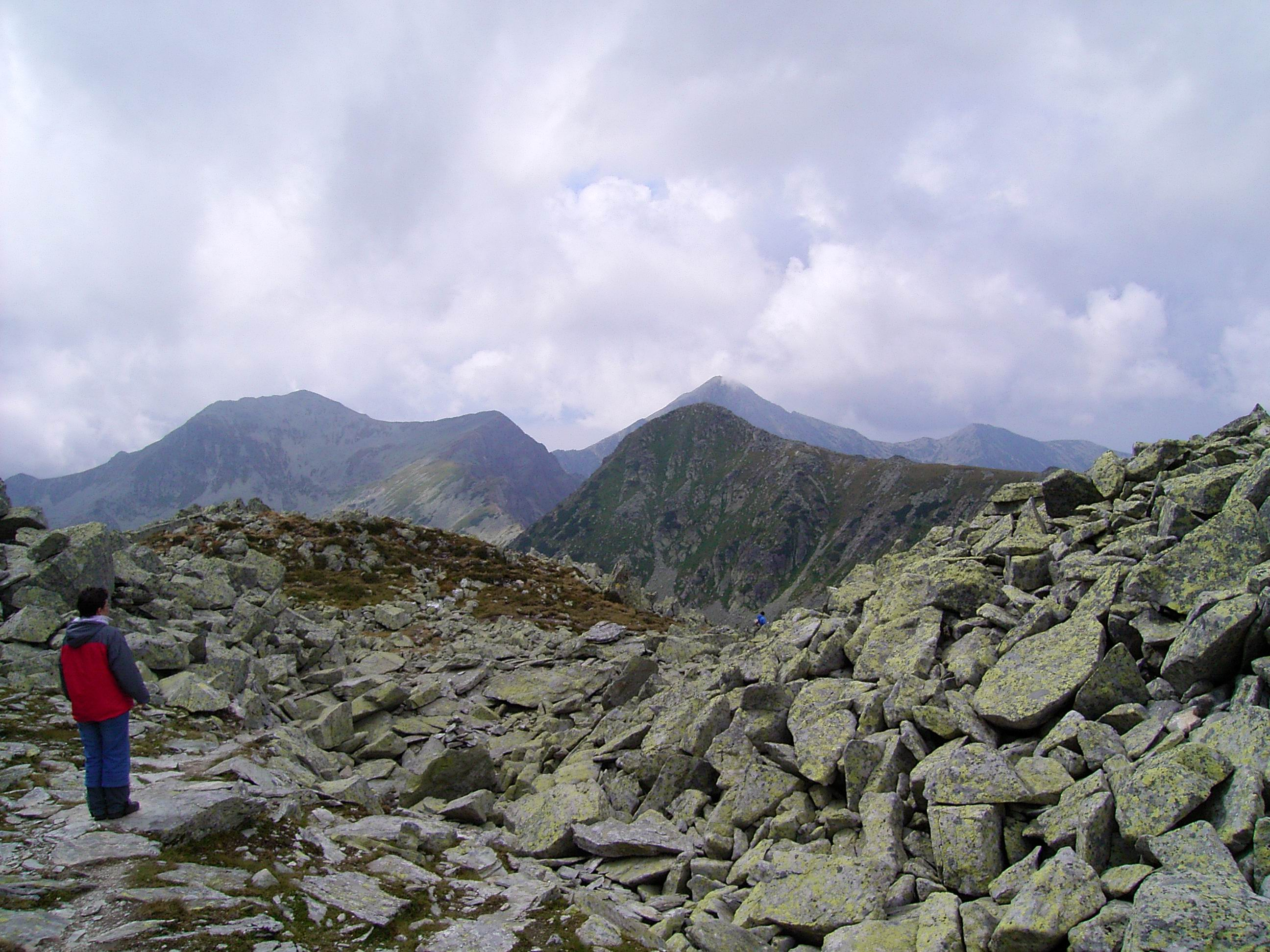
Vârfuri : Bucura I,Bucura II, Curmătura Bucurei, Retezat
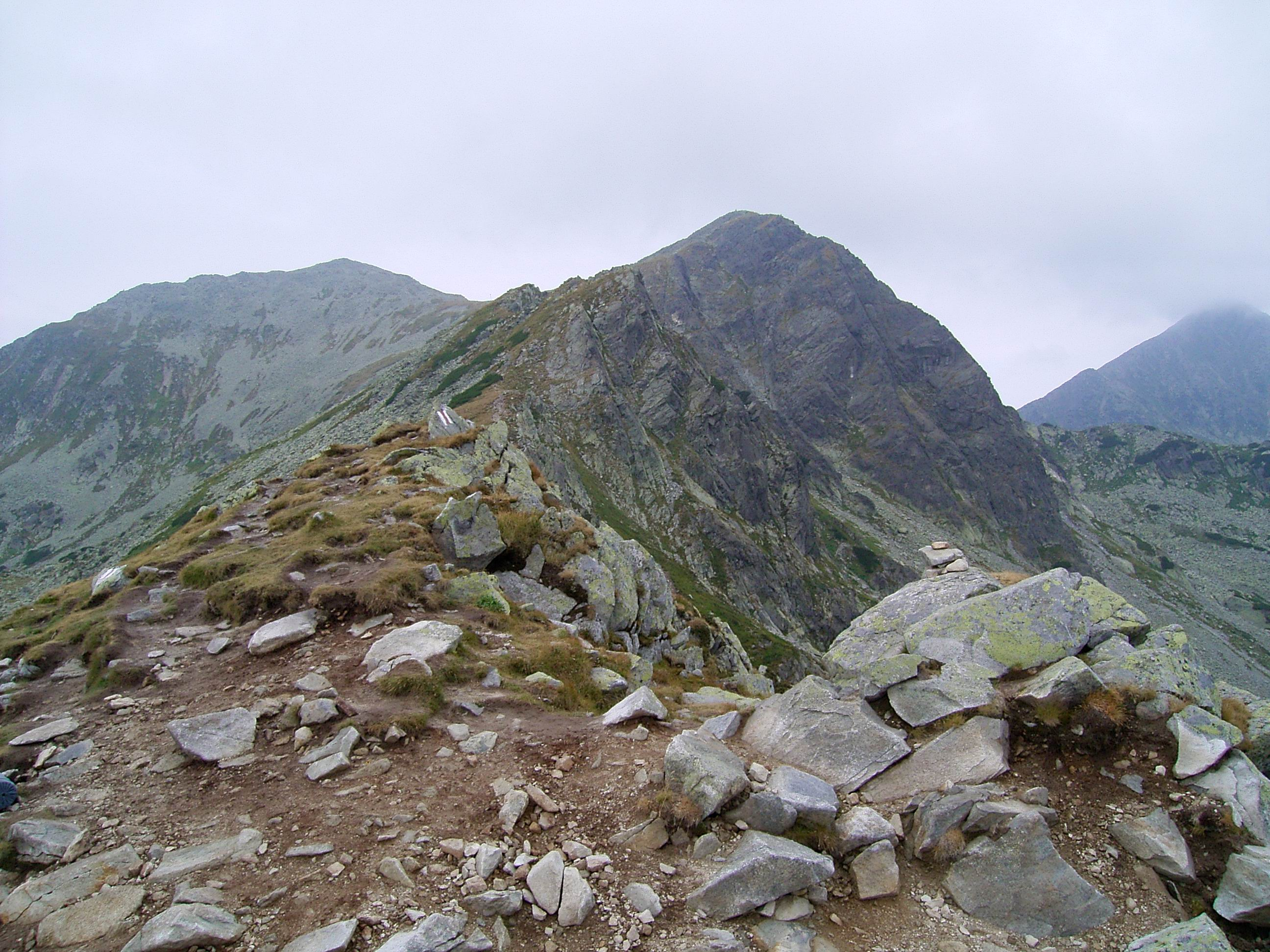
Vârful Bucura I din Curmătura Bucurei